# Якуб Пешек
Якуб Пешек (чеськ. Jakub Pešek, нар. 24 червня 1993, Хрудім) — чеський футболіст, півзахисник клубу «Спарта» (Прага) та національної збірної Чехії.

## Клубна кар'єра
Народився 24 червня 1993 року в місті Хрудім. Вихованець юнацьких команд футбольних клубів «Глинсько», «Хрудім» та празької «Спарти».
У структурі «Спарти» не зумів пробитися до першої команди і на початку 2015 року був відданий в оренду до «Динамо» (Чеське Будейовіце), яке за два з половиною роки скористалося правом викупити контракт півзахисника.
Влітку 2018 року перебрався до ліберецького «Слована».

## Виступи за збірну
7 вересня 2020 року дебютував в офіційних матчах у складі національної збірної Чехії, вийшовши на поле у її стартовому складі на гру Ліги націй УЄФА проти шотландців. Відкрив рахунок цієї гри, проте згодом його команда двічі пропустила і матч програла.
Потрапив до заявки збірної на чемпіонат Європи 2020 року.

## Титули і досягнення
- Чемпіон Чехії (1):

«Спарта»: 2022–23